# Дэвид Копперфильд (роман)
«Жизнь Дэ́вида Ко́пперфилда, расска́занная им сами́м» (англ. The Personal History, Adventures, Experience and Observation of David Copperfield the Younger of Blunderstone Rookery (Which He Never Meant to be Published on any Account) — «История жизни, приключений, переживаний, наблюдений Дэвида Копперфилда — младшего из бландерстонского Грачевника, которую он ни за что и никогда не хотел публиковать»; у Диккенса было около 14 вариантов названия.) — в значительной степени автобиографический роман Чарльза Диккенса, опубликованный в пяти частях в 1849 году и отдельной книгой в 1850 году. Это первое из его произведений, где повествование ведётся от первого лица.

## Сюжет
Дэвид Копперфильд появился на свет через шесть месяцев после смерти отца. Когда мальчику было семь лет, его горячо любимая мать вступила в брак с чопорным господином Мэрдстоном. Между мальчиком и отчимом сразу возникла взаимная неприязнь, которая усилилась после того, как управление домом взяла в свои руки сестра Мэрдстона. В итоге за неуспеваемость отчим выпорол Копперфильда, который во время порки прокусил Мэрдстону руку.
Мэрдстон отсылает мальчика в частную школу, где, несмотря на гнёт учителей, он находит отраду в общении с друзьями, такими, как Джеймс Стирфорт и Томми Трэддлс. Тем временем его мать умирает, и Мэрдстон направляет мальчика работать на принадлежащую ему фабрику в Лондоне. Там он поселяется жить в доме Уилкинса Микобера, который, несмотря на ужасающую бедность, всегда сохраняет оптимизм.
После того, как Микобер попадает в долговую тюрьму, Дэвид, которому наскучила жизнь в нищете, отваживается бежать в Дувр к своей двоюродной бабушке, мисс Бетси Тротвуд. Проделав весь путь пешком, он попадает под защиту эксцентричной родственницы. Попытка Мэрдстона забрать у неё мальчика терпит крах.
Всё новые и новые персонажи приходят в жизнь Дэвида и покидают её, пока к концу книги он не становится блестящим молодым писателем. Некоторое время он проводит в доме юриста бабушки, мистера Уикфилда, который погружается в пучину алкоголизма с подачи отвратительного клерка Урии Хипа, обделывающего за спиной старика свои дела.
Став партнёром Уикфилда, Хип принимает на работу Микобера. Тот вместе с другом детства Копперфилда Трэдльсом получает доказательства махинаций Хипа и выводит его на чистую воду. Параллельно с этим рассказывается история Стирфорта, который соблазнил девушку-сироту Эмили и бежал с нею в Европу; эта сюжетная линия оканчивается трагедией.
Дэвид между тем влюбляется в наивную Дору Спенлоу, которая становится его женой. После смерти непрактичной Доры главный герой обретает счастье с благородной дочерью мистера Уикфилда — Агнес.

## Отзывы
«Дэвид Копперфилд» — едва ли не самый популярный из романов Диккенса, причём не только в англоязычных странах, но и за рубежом. Его русский перевод журналы «Отечественные записки», «Москвитянин» и «Современник» напечатали практически сразу за публикацией оригинала, в 1850 году. Это классический пример воспитательного романа; им восхищались Л. Н. Толстой («Какая прелесть Давид Копперфилд!»), Ф. М. Достоевский, Г. Джеймс, Ф. Кафка и многие другие авторы. Дж. Джойсу претили сентиментальность Диккенса, его пристрастие к сентенциям и рыхлость повествовательной структуры; он едко спародировал стиль романа в «Быках солнца».

## Экранизации
Начиная с 1911 года роман многократно экранизировался.
- Дэвид Коперфилд, режиссёр Джордж Николс[англ.], США, 1911
- Дэвид Копперфилд[англ.], режиссёр Томас Бентли[англ.], Великобритания, 1913
- Дэвид Копперфилд[англ.], режиссёр А.В. Сандберг[англ.], Дания, 1922

Классическая голливудская киноверсия была снята Дж. Кьюкором под руководством Д. Селзника в 1935 году. Существует также несколько многосерийных телефильмов британского производства. В телеверсии 1966 года роль взрослого Дэвида исполнил Иэн Маккеллен. В двухсерийном телефильме производства Би-би-си (1999) роль Копперфилда в детстве сыграл Дэниел Рэдклифф. В телефильме производства Hallmark Entertainment (Ирландия — США, 2000) Копперфилда сыграл Хью Дэнси. В 2019 году на экраны вышел британский фильм под названием История Дэвида Копперфилда, главную роль в котором исполнил Дев Патель.